# Sátiro (arquiteto)
Sátiro foi um arquiteto e escultor grego, de Paros, do século IV a.C.. Juntamente com Pítio de Priene, foi contratado por Artemísia II da Cária para projetar o túmulo de seu marido, o mausoléu de Halicarnasso (hoje Bodrum, Turquia), considerado uma das sete maravilhas do mundo antigo.
Depois que Mausolo, sátrapa de Cária, morreu em 353 a.C., sua esposa, Artemísia II de Cária, contratou Sátiro e Pítis para construírem uma tumba de mármore gigantesca, completada em 350 a.C.. Seu nome — mausoleum em latim, do qual deriva "mausoléu" em português — veio a nomear tumbas monumentais daí por diante. Pítio e Sátiro escreveram um tratado sobre o monumento, do qual nenhum texto parece ter sobrevivido.. Sátiro pode ter esculpido parte da decoração do Mausoléu também.